# Don Messick
Donald Earl Messick (Buffalo, 7 settembre 1926 – Salinas, 24 ottobre 1997) è stato un doppiatore statunitense.

## Doppiaggio
Il suo ultimo doppiaggio è stato la serie d'animazione Le avventure di Jonny Quest del 1997 gli venne dedicato il film Scooby-Doo e l'isola degli zombie del 1998.

## Personaggi doppiati (parziale)
- B-9
- Scooby Doo
- Scrappy Doo
- Spaventapasseri
- Ranger Smith
- Boo Boo
- Muttley
- Bamm-Bamm Rubble
- Astro
- Zorak
- Godzooky
- Dr. Benton Quest
- Grande Puffo
- Birba
- Droopy in Tom & Jerry - Il film
- Major Minor
- Pixie Mouse
- Baba Looey
- Ricochet Rabbit
- Tadpole
- Lindoln J. Pig in I favolosi Tiny